# Catharina Schneider

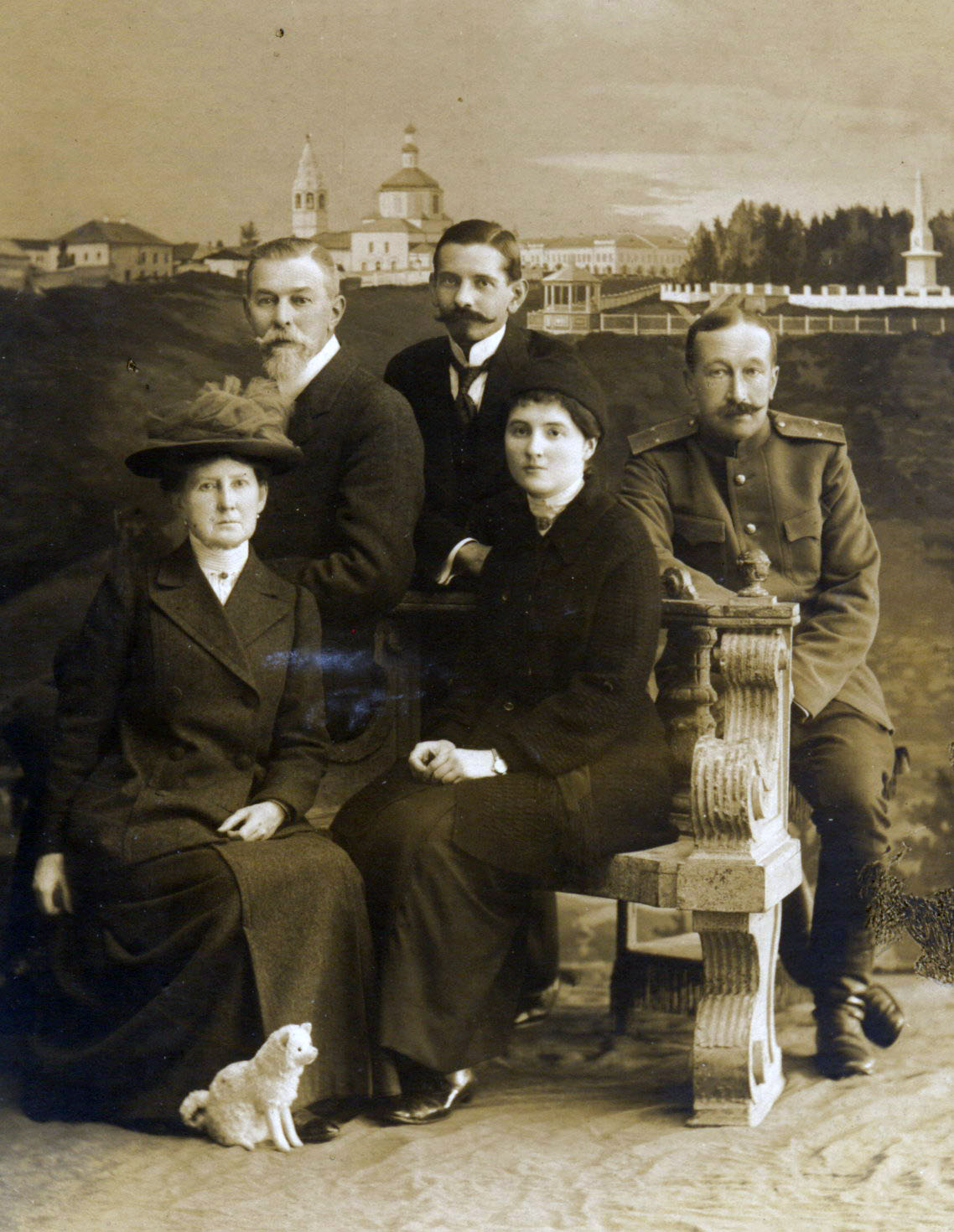
Catharina Schneider (izquierda) con el conde Ilyá Tatíschev, Pierre Gilliard, la condesa Anastasía Héndrikova y el príncipe Vasili Dolgorúkov; el pequeño séquito imperial fotografiado a finales de 1917 o principios de 1918.

Henrietta Catharina Luisa Schneider (en ruso: Екатерина Адольфовна Шнейдер, trad. Ekaterina Adolʹfovna Shneyder; 20 de enero de 1856-4 de septiembre de 1918) fue una tutora alemana báltica en la corte del zar Nicolás II y la zarina Alejandra. Le enseñó ruso a Alejandra antes de su matrimonio, al igual que algunos años antes le había enseñado ruso a la hermana de la zarina, la gran duquesa Isabel Fiódorovna antes de su matrimonio con el gran duque Sergio Aleksándrovich de Rusia.
Schneider fue asesinada por los bolcheviques en Perm en el otoño de 1918 junto con la dama de honor Anastasía Héndrikova. Schneider y Héndrikova fueron canonizadas como mártires por la Iglesia Ortodoxa Rusa fuera de Rusia en 1981, a pesar de que ella era luterana.

## Biografía
Schneider, apodada "Trina", nació en San Petersburgo en el seno de una familia de alemanes del Báltico; era sobrina del antiguo médico imperial el Dr. Hirsch y su padre era consejero de la corte. Un cortesano la recordaba como "infinitamente dulce y de buen corazón". Schneider también era una dama solterona remilgadamente victoriana. Una vez se negó a permitir que las cuatro grandes duquesas representaran una obra de teatro porque contenía la palabra "medias". Schneider vivía en palacio y no era una sirvienta en sentido estricto, ya que con los años se había convertido en parte de la familia y buena amiga de la zarina Alejandra, era devota de la emperatriz y la siguió voluntariamente al exilio después de la Revolución de Octubre de 1917. Fue separada de la familia en Ekaterimburgo y encarcelada durante meses en Perm. En septiembre de 1918, la anciana Schneider y Héndrikova, de treinta y un años, fueron conducidas a un bosque en las afueras de Perm, se les dijo que avanzaran y las mataron a tiros y culatazos. 
Los cuerpos de Héndrikova y Schneider fueron recuperados por los Blancos en mayo de 1919, aunque la ubicación de su lugar de descanso final se desconoce.